# Lucius Cocceius Auctus
Lucius Cocceius Auctus, Freigelassener, war ein römischer Architekt, der in der zweiten Hälfte des 1. Jahrhunderts v. Chr. wirkte. Als Spezialist für unterirdische Tunnelanlagen lag sein Tätigkeitsfeld in der Gegend der Phlegräischen Felder in Kampanien. 

## Portus Iulius
Vergil hielt in seinen Georgica fest, dass Admiral Agrippa, der Feldherr Oktavians, des späteren Kaisers Augustus, 37 v. Chr. den Auftrag erteilt hatte, zwei strategisch bedeutsame Seen miteinander zu verknüpfen, nämlich den Avernersee mit dem Lago di Lucrino. Er beabsichtigte die Seen zu einem Flottenhafen mit Werftanlagen auszubauen. Seinem Adoptivvater Gaius Iulius Caesar zu Ehren nannte Augustus den Hafen portus Iulius. An diesem Vorhaben war laut Strabon ein Architekt namens Cocceius beteiligt, der mittels eines Tunnels Avernersee und Cumae verband.

## „Grotta di Cocceio“ und „Crypta Cumana“
Archäologisch ist von der alten Hafenanlage heute nichts mehr nachweisbar. Anderes gilt für die knapp einen Kilometer lange und unterirdisch angelegte Straßentunnelanlage, die Grotta di Cocceio. Sie führte vom Nordwestufer des Lago d’Averno durch den Tuffstein des Monte Grillo und endete am Ostrand von Cumae. Cocceius Auctus hatte den Tunnel zwischen 38 und 36 v. Chr. gebaut. Er war bis zum Zweiten Weltkrieg benutzbar, wurde dann zum Munitionsdepot umfunktioniert und ist infolge mehrerer Explosionen seither für die Öffentlichkeit gesperrt. Seine Fortsetzung zum Meer fand die Tunnelanlage als Crypta Cumana, die etwa 180 Meter durch den Monte di Cuma führte. Mit diesem Endabschnitt war letztlich eine Verbindung zwischen dem neu geschaffenen Kriegshafen und dem Tyrrhenischen Meer erstellt.
Später wurde das System an die Flottenbasis der classis praetoria Misenensis in Miseno angeschlossen.

## „Crypta Neapolitana“ und „Grotta di Seiano“
Nach einer korrupten und als Interpolation gedeuteten Stelle in der Überlieferung des griechischen Geschichtsschreibers und Geographen Strabon ist der von ihm erwähnte Cocceius auch Architekt der Grotta di Pozzuoli (Crypta Neapolitana) gewesen. Bei ihr handelt es sich um eine unterirdische Passage durch den Posillipo, die Neapel mit Pozzuoli verband.
Aus bautechnisch-archäologischen Gründen möchte man auch die Grotta di Seiano auf Cocceius Auctus zurückführen, einen Straßentunnel, der die Villa des Publius Vedius Pollio in Neapel mit Pozzuoli verband.

## Status
Im Allgemeinen mit dem Cocceius des Strabon verbunden wird eine der wenigen echten Architekten-Inschriften römischer Zeit, die auf dem Augustus geweihten Tempel auf der Akropolis von Pozzuoli (heutige Kathedrale von Pozzuoli) angebracht war und den vollständigen Namen des Architekten nennt: L(ucius) Cocceius L(uci) C(ai) Postumi l(ibertus) Auctus arc(h)itect(us). Demnach war Lucius Cocceius Auctus ein Freigelassener des Gaius Postumius, den man mit dem Architekten Gaius Postumius Pollio identifizieren möchte. Postumius Pollio ist inschriftlich vom Augustustempel in Terracina und von einem Stadttor in Formiae bekannt und daher ebenfalls ein Architekt augusteischer Zeit. Darüber hinaus lässt sein Name vermuten, dass Cocceius zuvor Freigelassener eines Lucius Cocceius war, wohl des Lucius Cocceius Nerva, Anhänger Octavians und Suffektkonsul des Jahres 39 v. Chr. Eine weitere Inschrift aus Cumae nennt ihn als redemptor, das heißt als einen auf eigene Kosten und eigenes Risiko tätigen Unternehmer. Pierre Gros vermutete daher, dass er mit Gaius Postumius Pollio ein gemeinsames Unternehmen führte und dass sie Bauaufträge in Cumae und Umgebung übernahmen und finanziell sowie technisch-operativ gemeinsam verantworteten.